# Ideocaira triquetra
Espèce
Ideocaira triquetra est une espèce d'araignées aranéomorphes de la famille des Araneidae.

## Distribution
Cette espèce est endémique d'Afrique du Sud.

## Description
La femelle mesure de 7 à 8 mm.

## Publication originale
- Simon, 1903 : Descriptions d'arachnides nouveaux. Annales de la Société entomologique de Belgique, vol. 47, p. 21-39 (texte intégral).